# Lagerkvists komet
P/1996 R2 (Lagerkvist), P/1996 R2 eller Lagerkvists komet är en periodisk komet i jupiterfamiljen. Det är den första kometen som upptäckts av en svensk, Claes-Ingvar Lagerkvist vid Uppsala universitet. Upptäckten gjordes dock från La Sillaobservatoriet i Chile. Kometen hittades i stjärnbilden vattumannen.
Kometen passerade så nära jorden som 1,7256 AU den 5 september 2006 och nådde sitt perihelium  den 19 januari 1997. Den var som ljusast i december 1996 då det fortfarande krävdes ett större teleskop för att se den och blev sedan allt ljussvagare då den färdades bort ifrån både jorden och solen. Ingen observation av dess periheliepassage 2004 har rapporterats in varför den fortfarande är onumrerad.
Kometen tros ha fångats in i sin nuvarande omloppsbana av Jupiter så sent som 1990. Den nuvarande omloppsbanan har vissa likheter med Hilda-asteroiderna. Omloppsbanan bedöms som stabil under de kommande 100 åren varefter den åter kommer att påverkas av Jupiters gravitation.
Studier av omloppsbanans förändring under ännu längre tidsperioder ger att omloppsbanan är mycket svårbestämd. Kometen kan ha kommit in i det inre av solsystemet för mellan 30 000 och 9,3 miljoner år sedan. Den kommer att kastas ut ur solsystemet igen om mellan 50 000 och 27 miljoner år. Under mellanperioden kan den ha varit i banresonans med flera planeter och vistats en tid i en omloppsbana som tar den innanför Merkurius.